# Villa di Serio

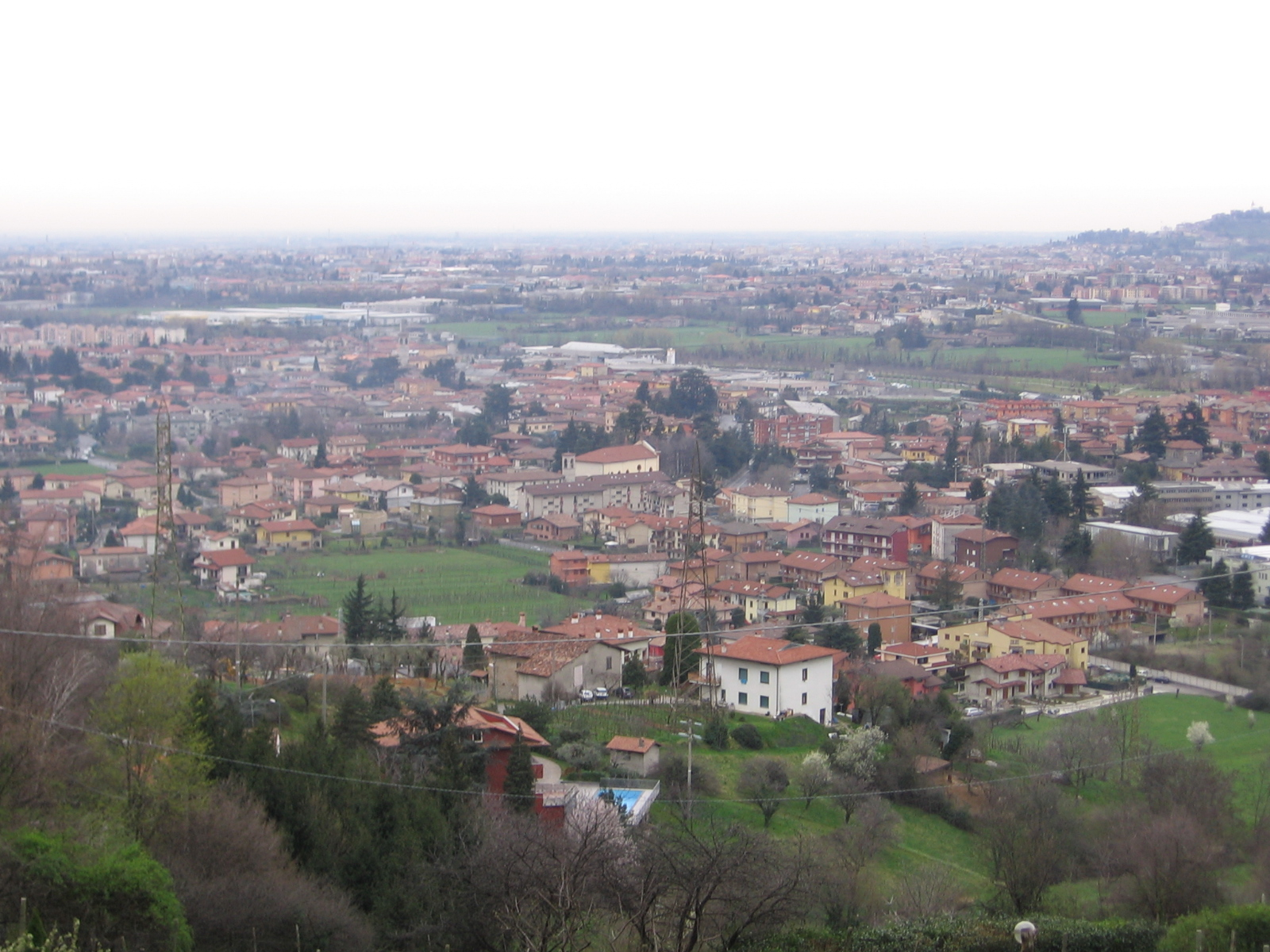
Panorama von Villa di Serio

Villa di Serio ist eine norditalienische Gemeinde (comune) mit 6579 Einwohnern (Stand 31. Dezember 2023) in der Provinz Bergamo in der Lombardei.
Der Ort selbst liegt etwa sieben Kilometer von der Provinzhauptstadt Bergamo entfernt. Die Bezeichnung ist der Ort am Serio, an dessen östlichem Ufer der Ort liegt. Bereits 856 wird der Ort urkundlich als villa ripae serii („Ort am Fluss Serio“) genannt.